# 7 cm M.75
7 cm Gebirgskanone M.75 – austro-węgierskie działo górskie kalibru 66 mm. Pierwsze działa Legionów Polskich (1 Pułk Artylerii).
Pozostałe dane
- masa pocisku:
  - granatu: 2,802 kg
  - szrapnela: 3,08 kg
- liczba kulek szrapnelowych: 55
- średnica kół: 975 mm
- szerokość toru: 737.5 mm

Zachowany egzemplarz posiada Muzeum Historii Wojskowości w Wiedniu.

## Linki zewnętrzne

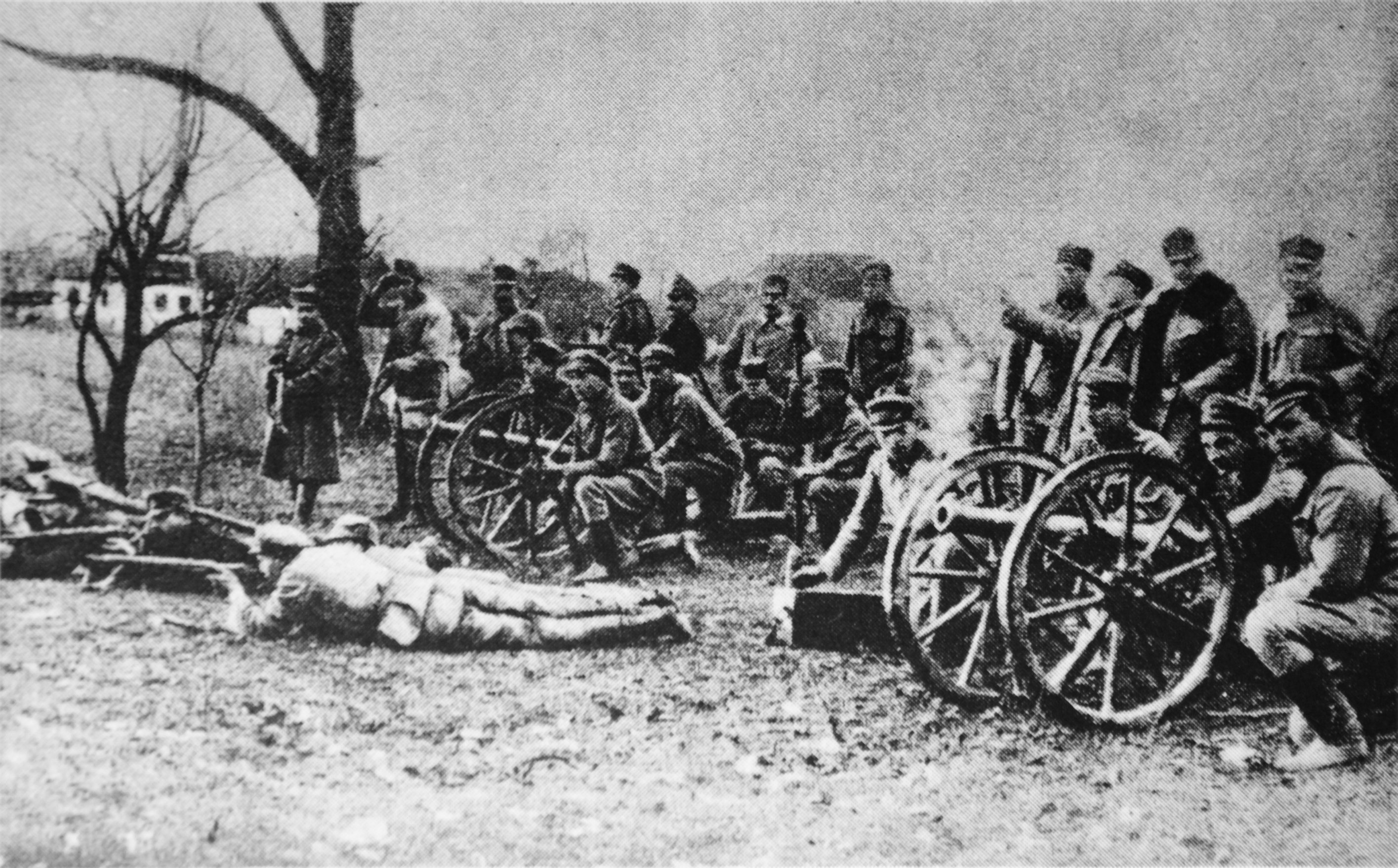
Działa wspierające II Brygadę Legionów Polskich w Karpatach